# Edmund Groag
Edmund Groag fue un historiador austriaco, especialista en la historia de Roma. Participó en la redacción de la Realencyclopädie der classischen Altertumswissenschaft y la Prosopographia Imperii Romani.
Nació en Přerov el 2 de febrero de 1873. Estudió en la Universidad de Viena donde se doctoró en 1895 con una disertación sobre Tácito. En 1925 consiguió el puesto de profesor asociado en la universidad. Trabajó en la Biblioteca Nacional de Austria desde el año 1905. Sin embargo, desavenencias con el director de la biblioteca, Josef Brick, le hicieron perder el puesto que ocupaba en 1931, estando en retiro temporal desde 1932 y permanente desde 1936.
Por sus orígenes judíos, fue apartado de la universidad por el régimen nazi. La Academia de las Ciencias de Viena en la persona de su presidente, Heinrich Srbik, consiguió que no le expulsaran de su casa en 1940. Murió en Viena el 19 de agosto de 1945.